# Mandura
Mandura est un woreda de la zone Metekel de la région Benishangul-Gumuz, à l'ouest de l'Éthiopie. Le woreda a 40 746 habitants en 2007. Son centre administratif est Genete Mariam.

## Situation
Les principales agglomérations du woreda sont Gelel Beles et Genete Mariam sur la route Guba-Enjebara au sud de la rivière Beles,,.
| Dangur |         | Pawe             |
|        | Mandura | Guangua (Amhara) |
| Bulen  | Dibate  |                  |

## Histoire
Mandura et les woredas voisins appartiennent historiquement au pays Gumuz et sont soumis à la pression migratoire des Amharas qui quittent les hauts plateaux surpeuplés et dégradés pour les basses-terres fertiles et moins exploitées. L'organisation fédérale a eu un impact positif sur les relations inter-ethniques en raison notamment de la reconnaissance du droit de propriété des Gumuz sur leurs terres.
Mandura et Dibate font partie jusqu'au milieu du XXe siècle du woreda Guangua. La création de woredas séparés remonte aux années 1960 dans un contexte où le gouvernement éthiopien multiplie les centres administratifs en vue de contrôler la région Gumuz après plusieurs soulèvements durement réprimés.
Le centre administratif du woreda Mandura est Genete Mariam.
Les trois woredas font partie de l'awraja Metekel de l'ancienne province du Godjam jusqu'à la création des régions éthiopiennes sur des bases ethniques dans les années 1990. Dibate et Mandura restent alors dans la zone Metekel de la région Benishangul-Gumuz tandis que Guangua est transféré à la région Amhara.
Au cours des années 2000, la limite interrégionale entre Mandura et Guangua s'établit d'un commun accord au niveau des monts Ca'rr et un mouvement de migration d'agriculteurs Amharas vers le Benishangul-Gumuz se poursuit spontanément (sans l'aide gouvernementale qui accompagne les déplacements encouragés par le pouvoir politique seulement à l'intérieur des régions ethniques) pour des emplois saisonniers ou comme locataires des Gumuz.

## Population
Au recensement de 2007, le woreda a 40 746 habitants et 82 % de la population est rurale.
Avec une superficie de 1 004 km2[réf. souhaitée], la densité de population dépasse 40 personnes par km2 en 2007 ce qui est très supérieur à la moyenne de la zone.
En 2020, la population est estimée — par projection des taux de 2007 — à 53 610 personnes.